# Stadt Güntersberge
Stadt Güntersberge ist ein Ortsteil der Stadt Harzgerode im sachsen-anhaltischen Landkreis Harz. Seit dem 4. April 2001 ist Güntersberge staatlich anerkannter Erholungsort. Bis zur Eingemeindung am 1. August 2009 war Güntersberge eine eigenständige Stadt.

## Geografie
Güntersberge liegt im Mittelgebirge Harz, genauer im teils bewaldeten, teils landwirtschaftlich genutzten Unterharz. Die Gemarkung befindet sich im oberen Selketal, welches hier nördlich vom Netherköpfchen (478 m ü. NN) und Heimberg (458,4 m ü. NN) sowie südlich vom Kohlberg (474 m ü. NN), Martinsberg (489 m ü. NN) und Mühlberg (476 m ü. NN) eingerahmt wird. Nordwestlich des Ortes liegt im Selketal die frühneuzeitliche Wüstung Selkenfelde.
Durch den Ort führt der Selketalstieg, von dem hier der Bode-Selke-Stieg abzweigt.

### Ortsgliederung
Neben der eigentlichen Ortslage Güntersberge (651 Einwohner) gehören noch die Ansiedlungen Friedrichshöhe (41 Einwohner) und Bärenrode (21 Einwohner) zum Ortsteil. (Einwohner Stand 2019)

### Gewässer
Am westlichen Ortseingang befindet sich der Bergsee, ein ehemaliger Mühlteich, der die Selke anstaut. Mit seiner Wasserfläche von etwa 8 Hektar wird der Teich zum Baden und Rudern genutzt.
Etwas südwestlich des Ortes befindet sich der Katzsohlteich, der den größtenteils in der Gemarkung Güntersberge gelegenen Katzsohlbach aufstaut, welcher ein Zufluss des Bergsees ist. Nördlich von Güntersberge fließt der Limbach, der in der Ortslage im Brauteich aufgestaut wird und linksseitig in die Selke mündet. In der Gemarkung fließen mehrere weitere kleine Bäche – teils in winzigen, meist namenlosen Stauteichen aufgestaut. Nahe dem östlichen Ortsausgang befindet sich der Hofteich. Der größte Stauteich hiervon ist der etwa 1,5 km westlich vom Ort gelegene Ellerteich – mit einer Dammlänge von 60 Meter und 50 Ar Fläche. Westlich des Ortsteils Friedrichshöhe fließt der Steigerbach, der größtenteils auf der Gemarkung Güntersberge fließt, jedoch knapp außerhalb der Gemarkung in die Selke mündet. Der Ortsteil Bärenrode liegt im Quellgebiet des Steinfurtbachs, der in der Gemarkung Güntersberge nahe Bärenrode erstmals im 55 Ar großen Bärenröder Teich aufgestaut wird. Kurz vor der Mündung wird der Bach erneut, im weit größeren Elbingstalteich, aufgestaut.

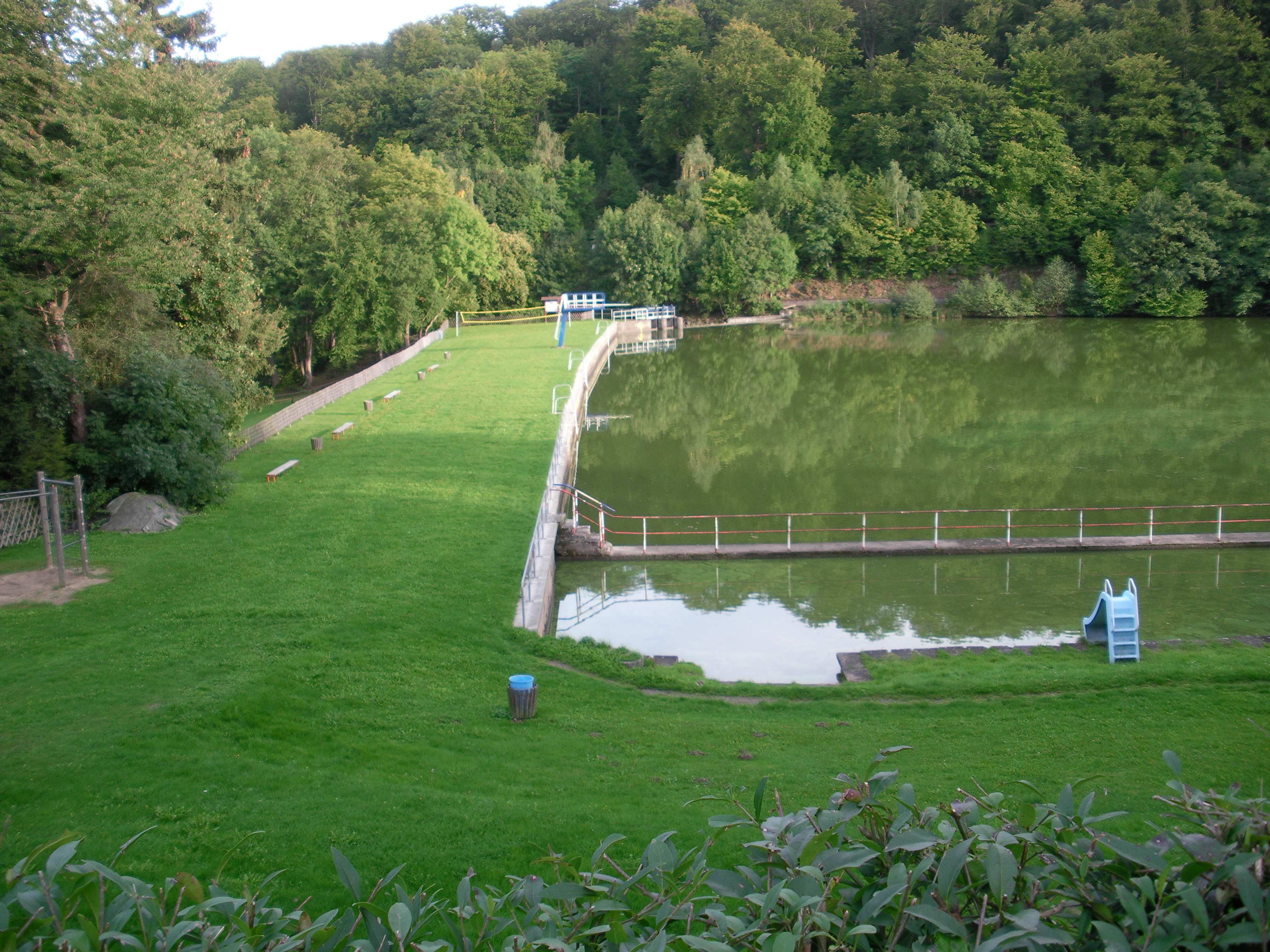
Bergsee mit Badeanlage
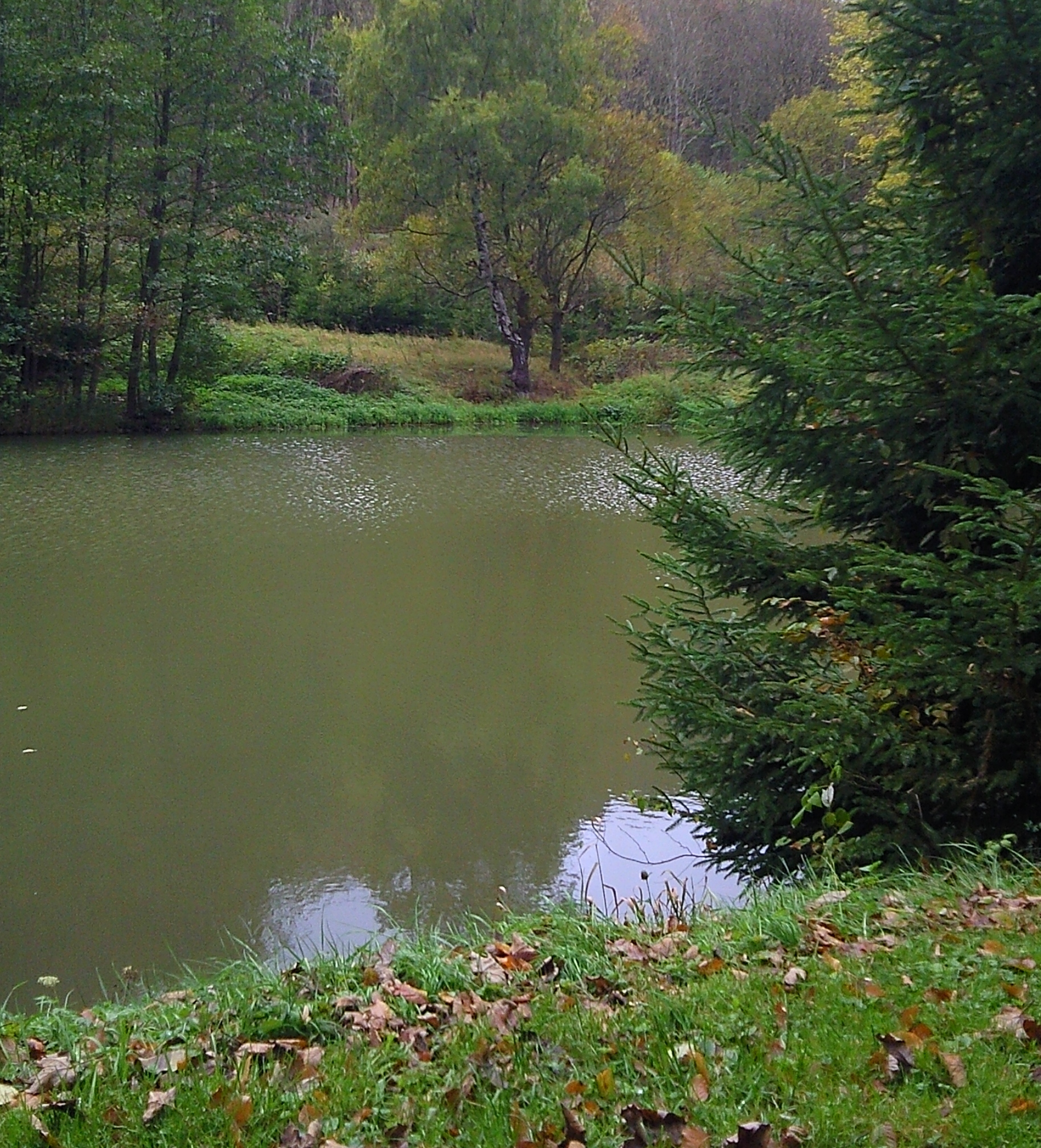
Blick über den Katzsohlteich

## Geschichte
1179 wird als Besitzung der Propstei Hagenrode ein Ort unter der Bezeichnung Alten Torp genannt, 1281 in einer Kaufurkunde des Quedlinburger Marienklosters ein daneben liegendes Ghuntersberg. Beide Siedlungen verwuchsen zu einem Ort, der 1437 erstmals als Stadt bezeichnet wurde. Durch seine verkehrsgünstige Lage an einer stark frequentierten Handelsstraße erlebte der Ort einen raschen Aufschwung. Bereits 1326 besaßen die Fürsten von Anhalt hier ein Schloss (Burg) und damit wahrscheinlich auch Güntersberge mit seinem Umfeld. Güntersberge war mehrfach verpfändet, so insbesondere an die Grafen zu Stolberg, die die Stadt im Jahre 1536 an die Fürsten von Anhalt zurückgeben mussten. In den 1539 gewährten Privilegien werden als städtischer Besitz ein Brauhaus, ein Backhaus, ein Malzhaus und ein Badhaus erwähnt. Nach einer Landesteilung 1546 unterstand Güntersberge Fürst Georg III. von Anhalt.
Um 1563 lebten in Güntersberge 750 Einwohner, in ca. 95 Häusern. 1597/98 verzeichnete Güntersberge 900 Einwohner. Dies war vor der Zeit der Pest, welche auch hier ihre Opfer forderte. Höchstwahrscheinlich ist der starke Bevölkerungszuwachs auf bergbauliche Aktivitäten in der Umgebung zurückzuführen. Um 1600 besaßen die anhaltischen Fürsten in Güntersberge ein Vorwerk (Domäne) mit Schäferei, die bis in das letzte Drittel des 19. Jahrhunderts bestanden. Erwähnt wird um 1600 erstmals eine Zollstelle an der den Ort querenden Harzhochstraße. Von den zwei im Ort gelegenen Rittergütern hatte die Stadt den Besitz der Familie von Bila (Bilaw) 1557 gekauft. Das zweite Gut, ursprünglich in der Hand des Klosters Mariental/Helmstedt, erwarb 1506 der Vogt Bartel Hane, 1571 ging es an Hans von Knedlingen, den Amtshauptmann von Harzgerode und Güntersberge. Diese Liegenschaft hieß zunächst Aldendorp, dann Altenberg und nachdem es Fürst Friedrich von Anhalt-Harzgerode gekauft und sein Sohn Wilhelm  es zum Wittumssitz seiner ersten Frau erklärt hatte, erhielt es nach deren Namen die Bezeichnung Albertinenberg.
Nach der Landesteilung 1603/06 gehörte das Amt Güntersberge, das nach dem Wüstwerden einiger kleiner Dörfer nur aus der Stadt bestand und gemeinsam mit dem Amt Harzgerode einem Amtshauptmann bzw. später Justizrat unterstand, zum Fürstentum Anhalt-Bernburg.
Nach den Zerstörungen und Verlusten infolge des Dreißigjährigen Krieges lebten in Güntersberge noch 390 Einwohner, verteilt auf 60 Häuser. Von 1635 bis 1709 war es Bestandteil des von Bernburg getrennten Fürstentums Anhalt-Harzgerode. Gegen Umwandlung der Gemeindeforsten in staatlichen Besitz und zunehmende Belastungen durch die Herrschaft Fürst Viktor Friedrichs (Anhalt) wehrten sich die Güntersberger 1753 in einem Aufruhr, der Zugeständnisse des Fürsten erzwang. 1758 rebellierte die Einwohnerschaft gegen die Forderung einer Mehl- und Fouragelieferung für die preußische Armee, was hohe Strafen nach sich zog. 1735 zählte der Ort 135 Häuser, 1833 142 mit 839 Einwohnern und 1900 verteilten sich 934 Personen auf 216 Haushaltungen. Zu dieser Zeit gehörte auch längst das 1781 als „Kolonie“ gegründete Friedrichshöhe zur Stadt Güntersberge. In starkem Maß litt Güntersberge im Lauf der Jahrhunderte unter Bränden, die jeweils große Teile der Stadt vernichteten, so 1538, 1630, 1659, 1707 und 1856.
1887 hatte Güntersberge über die Selketalbahn Anschluss an das deutsche Eisenbahnnetz erhalten. 1888 gründete sich die örtliche Freiwillige Feuerwehr sowie, auf Initiative von Bürgermeister Keil, der Harzklubzweigverein. Die bisher auf Land- und Waldwirtschaft sowie das Handwerk beschränkten Beschäftigungsmöglichkeiten erweiterten sich durch Anlage einiger Betriebe wie einer Streichholzfabrik, eines Sägewerkes und einer Filiale der Firma Eisfeld, Pulver- und Pyrotechnische Fabriken Silberhütte. 1924 erhielt der Ort elektrisches Licht und 1929 anstelle von Brunnen Wasserleitungen. 1930 wurde das heute noch in der Burgstraße stehende Schulgebäude für den Unterricht in vier Klassen gebaut. Eine seit 1935 bestehende Spiralbohrer- und Werkzeugmaschinenfabrik beschäftigte unter Kriegsbedingungen 600 Arbeitskräfte, darunter während des Zweiten Weltkrieges mehr als 100 Frauen und Männer, die aus der Sowjetunion nach Deutschland verschleppt wurden und in der Rüstungsproduktion der Stockschen Werke Zwangsarbeit verrichteten.
Nach kurzer Besatzung durch US-amerikanische Truppen ab 14. April 1945 folgte der Einmarsch der Roten Armee am 2. Juni und damit die Zugehörigkeit zur sowjetischen Besatzungszone. Unter DDR-Bedingungen wurde 1951 eine Maschinen-Ausleih-Station für die Landwirtschaft (MAS) eingerichtet, ab 1952 folgte die Kollektivierung und Gründung der LPG „Karl Marx“, 1975 Gründung einer KAP (Kooperative Abteilung Pflanzenproduktion). In das ehemalige Stock’sche Werk wurde ein Elektroofen- und Anlagenbau verlegt. Für die bis 1980 auf 1238 Personen gewachsene Einwohnerschaft wurden einige Wohnblöcke gebaut, 1990/91 am Stolberger Weg noch ein größeres Schulgebäude. Zu DDR-Zeiten befand sich im Ort eines der ersten Zentralen Pionierferienlager „Werner Seelenbinder“ der Pionierorganisation „Ernst Thälmann“, an dessen Stelle 1992 das KiEZ (Kinder- und Erholungszentrum Güntersberge e. V.) gegründet wurde. Seit 2016 wird das Gelände als Kinder- und Jugendherberge unter dem Namen „Harz-Park“ genutzt.
Nach dem Ende der DDR und der Wiedervereinigung Deutschlands trat man mit Bockenem in eine Partnerschaft, entstand eine Agrargenossenschaft, der Fremdenverkehrsverein und trat Güntersberge in den Harzer Verkehrsverband ein. Auch der Harzklubzweigverein gründete sich wieder. 1994 wurde es Teil der Verwaltungsgemeinschaft Unterharz. 2004 musste wegen zu geringer Schülerzahl die Sekundarschule geschlossen werden. Einschließlich der Ortsteile Friedrichshöhe und Bärenrode betrug die Einwohnerzahl Ende 2016 nur noch 698 Personen.
Am 1. August 2009 schloss sich die Stadt Güntersberge mit der Stadt Harzgerode sowie den Gemeinden Dankerode, Königerode, Schielo, Siptenfelde und Straßberg zur neuen Stadt Harzgerode zusammen.
Am 1. Juli 2014 ist das neue Kommunalverfassungsgesetz des Landes Sachsen-Anhalt in Kraft getreten. In dessen §14 (2) wird den Gemeinden die Möglichkeit gegeben, den Ortsteilen, die vor der Eingemeindung Städte waren, diese Bezeichnung zuzuerkennen. Die Stadt Harzgerode hat von dieser Regelung Gebrauch gemacht. In ihrer im Jahr 2017 gültigen Hauptsatzung werden Im §1 (2) die Ortsteile mit ihren amtlichen Namen aufgeführt.
Geschichtsdenkmale
- VVN-Gedenkstein auf einem Sammelgrab des Friedhofes für 20 sowjetische Frauen und Männer, die während des Zweiten Weltkrieges Opfer von Zwangsarbeit wurden
- Gedenkstätte auf dem Giersberg für sechs unbekannte sowjetische Zwangsarbeiter
- Kriegsgräberstätte mit Gemeinschaftsgrabstein für 15 im April 1945 ums Leben gekommene deutsche Soldaten, einer von ihnen „unbekannt“.

## Politik

### Wappen
Das Wappen wurde am 9. Dezember 2004 durch das Regierungspräsidium Magdeburg genehmigt.
Blasonierung: „In Silber eine gezinnte rote Stadtmauer mit offenem Tor, dahinter zwei schlanke, gezinnte rote Türme mit Spitzdächern und goldenen Knäufen; auf der Mauer zwischen den Türmen wachsend ein aufgerichteter schwarzer Bär mit goldenem Halsband und Krone, silberner Bewehrung und roter Zunge.“
Die Farben der Stadt sind Rot – Silber (Weiß).
Das Wappen entstand etwa im 15. Jahrhundert. Mauern und Türme weisen eine Befestigung bzw. Burg hin, von welcher heute noch Reste auf dem Gierskopf, einer nahe gelegenen bewaldeten Anhöhe zu sehen sind. Der Bär war das Wappentier der anhaltischen Fürsten und deutet die Zugehörigkeit zum Fürstentum Anhalt an.

### Flagge
Die Flagge der Stadt Güntersberge wurde am 5. Juni 2008 durch den Landkreis genehmigt.
Die Flagge ist Rot – Weiß (1:1) gestreift (Längsform: Streifen senkrecht verlaufend) und mittig mit dem Stadtwappen belegt.

## Verkehr

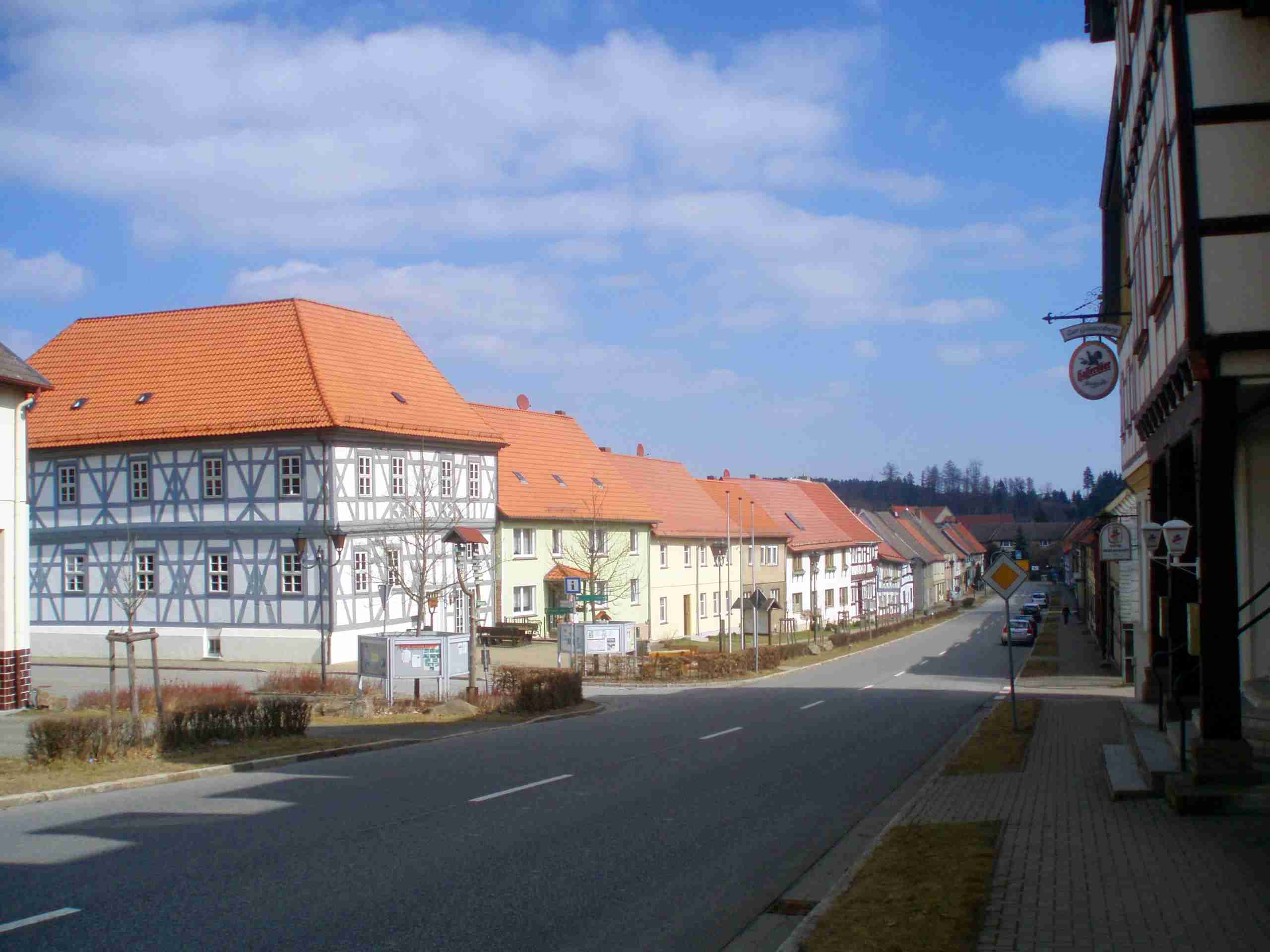
Die hier als Marktstraße bezeichnete B242 im Stadtzentrum

Durch die Gemarkung führt die B 242 (Seesen–Mansfeld), von der hier die L 239 in Richtung Quedlinburg abzweigt. Im Ort hält neben einigen Regionalbuslinien der Harzer Verkehrsbetriebe auch die Selketalbahn, für die hier der Bahnhof Güntersberge besteht.

## Kultur und Sehenswürdigkeiten
Die Kulturdenkmale des Orts sind im örtlichen Denkmalverzeichnis aufgeführt.

### Historische Gebäude
Bekannt und Thema vieler Sagen ist die Burgruine Güntersburg, von der sich aber nur Mauerreste erhalten haben. In Güntersberge befindet sich der schon seit dem Jahr 1509 urkundlich belegte Gasthof Schwarzer Bär.

### Kirche
Die St. Martini-Kirche trägt den Namen des Heiligen Martin von Tours. Der jetzige Bau wurde nach einem Brand im Jahr 1871 fertiggestellt. Von dem Vorgängerbau ist nur das Portal auf der Nordseite erhalten geblieben. In den 1970er Jahren wurde die Ausstattung der Kirche stark verändert.

### Museen

#### Mausefallen- und Kuriositätenmuseum
Das Mausefallen- und Kuriositätenmuseum bietet eine Sammlung von Mausefallen, Nachttöpfen und anderen Kuriositäten.

#### Schulmuseum
Das Schulmuseum befindet sich im Erlebnishaus Alte Schule und widmet sich der Schule in Güntersberge seit der Reformation. Darüber hinaus bestehen dort auch weitere Ausstellungen, eine Modelleisenbahnanlage und eine Bibliothek.

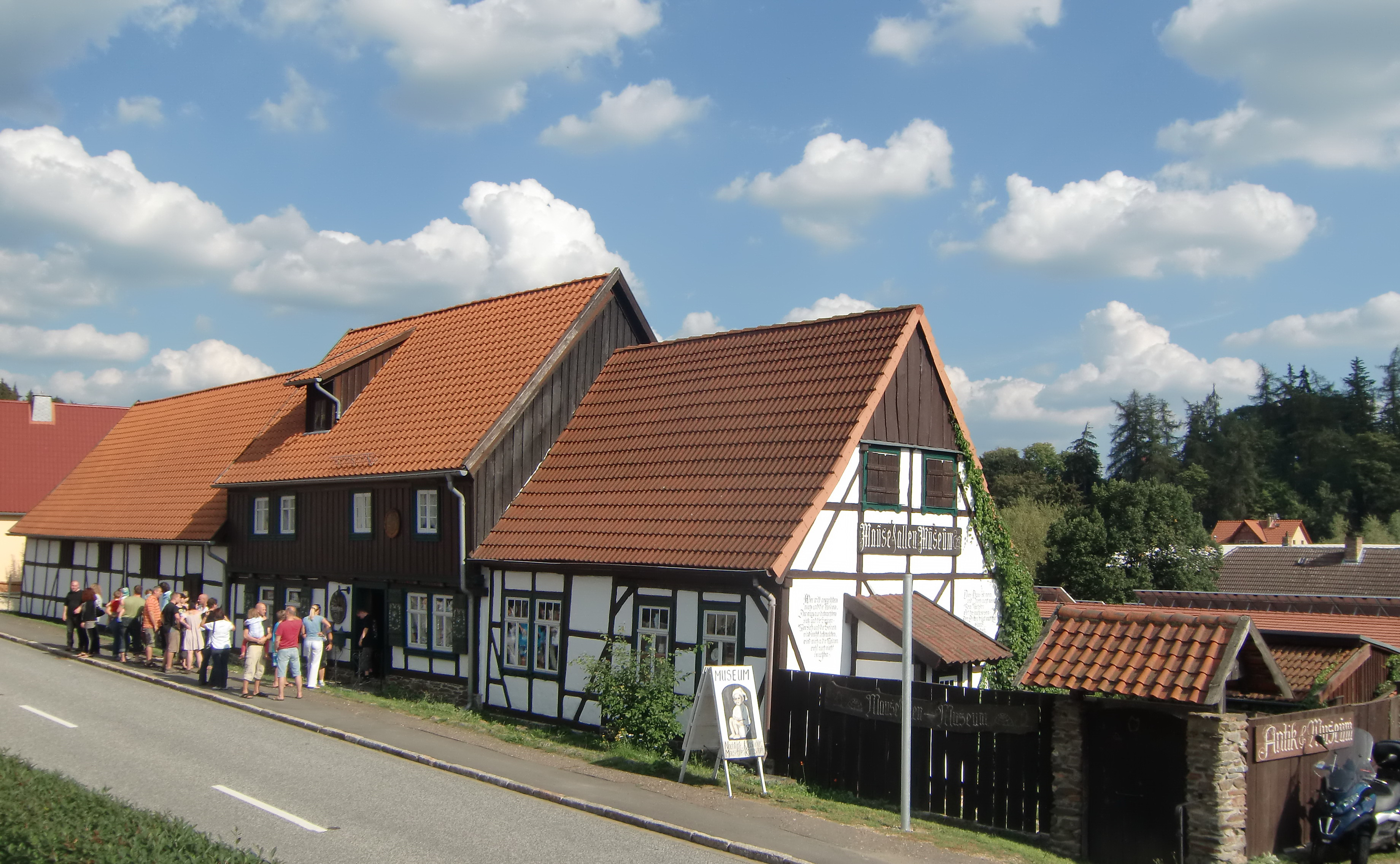
Das Mausefallenmuseum
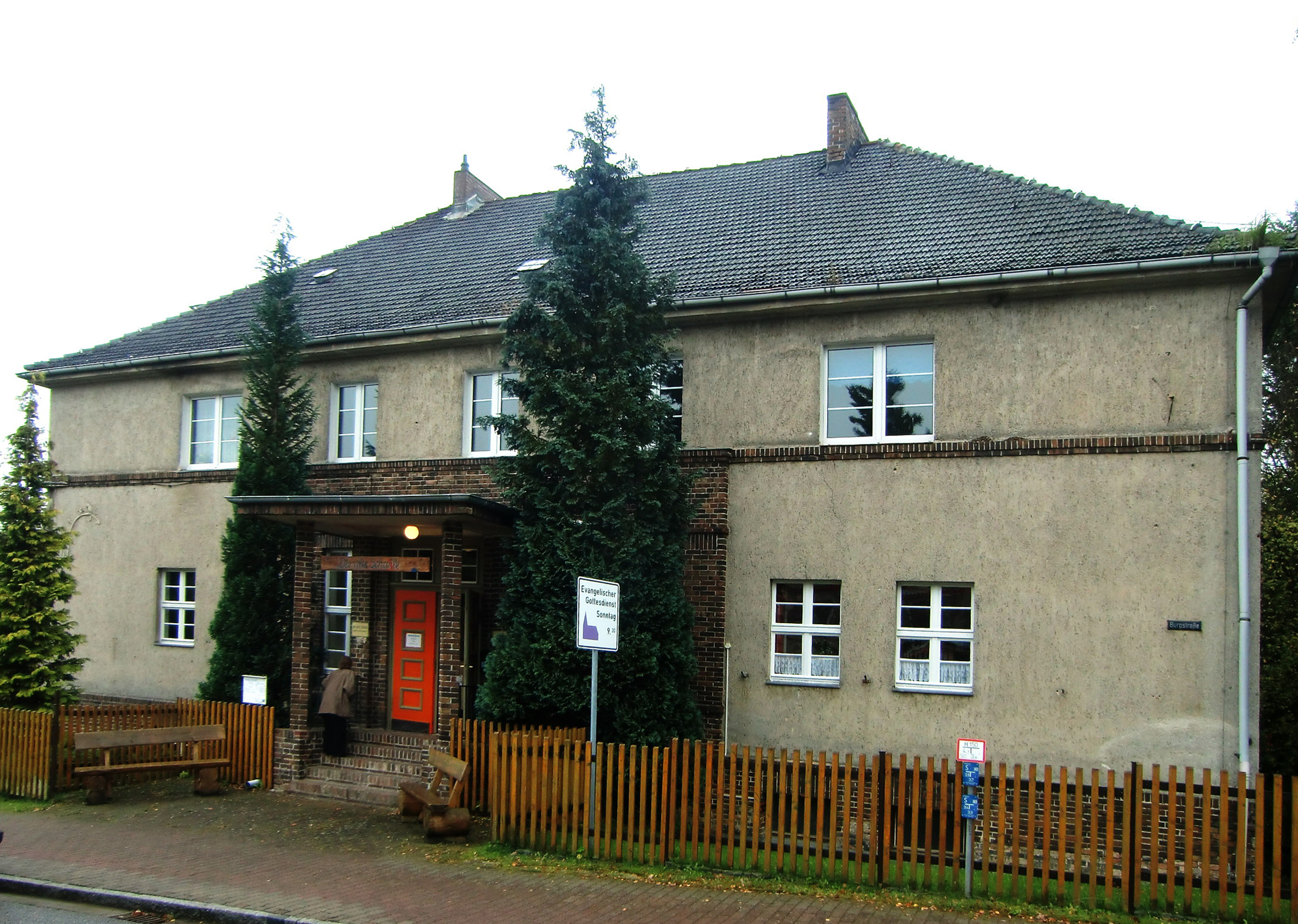
Außenansicht des Schulmuseums
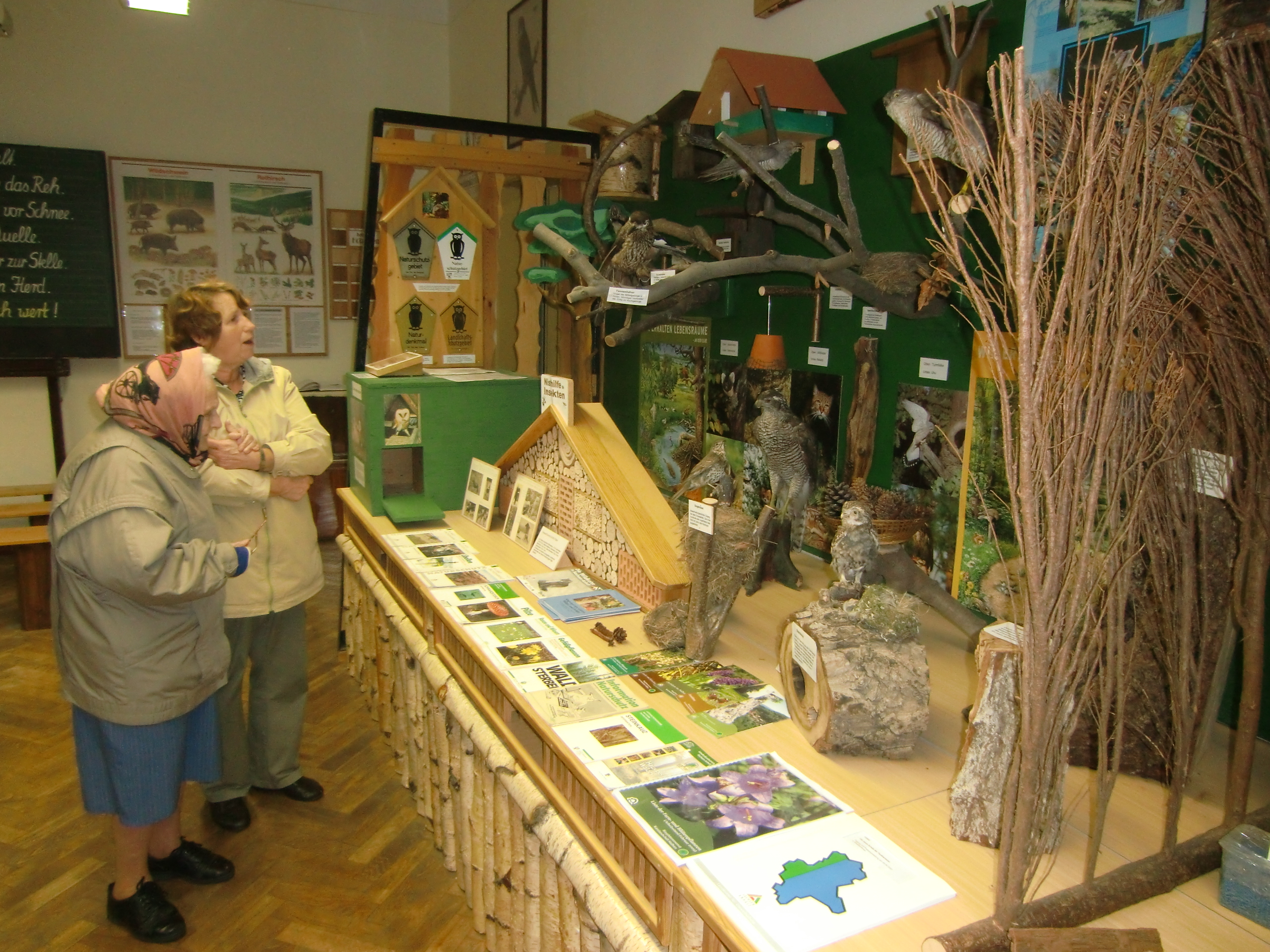
Innenansicht des Schulmuseums

## Persönlichkeiten
Der Theologe Johann August Rienäcker (1779–1859), der Künstler Karl Hagedorn (1922–2005) und der Bühnenbildner und Regisseur Axel Manthey (1945–1995) wurden in Güntersberge geboren.
Der Tenor Karl Heinz Knepper (1945–2014) verstarb im Ort.